# Udonella
Udonella är ett släkte av plattmaskar som beskrevs av Johnston 1835. Udonella ingår i familjen Udonellidae.
Udonella är enda släktet i familjen Udonellidae.
Kladogram enligt Catalogue of Life och Dyntaxa:
| Udonella | \| \| Udonella caligorum \| \| \| \| \| \| Udonella ophiodontis \| \| \| \| |
|          | \| \| Udonella caligorum \| \| \| \| \| \| Udonella ophiodontis \| \| \| \| |
|          | Udonella caligorum                                                          |
|          |                                                                             |
|          | Udonella ophiodontis                                                        |
|          |                                                                             |